# 橡胶头动车组
橡胶头动车组（英語：Flexliner）是丹麦所推出的一个动力分散式客运动车组系列，最初由丹麦企业企业“ABB斯堪的亚”负责，1996年因ABB斯堪的亚被Adtranz收购而改由Adtranz负责，2001年因Adtranz被庞巴迪运输收购而改由庞巴迪运输负责。其主要特点是两端车头处使用橡胶外框且两端驾驶台同时为可开启车门（此处车门亦十分宽敞），使得在重联运行时车内人员可在重联后的动车组的所有车厢间走动。该系列动车组均为短编组，在需要时将两列或更多列短编组动车组重联为一列编组较长的动车组，且车内人员可在重联后的动车组的所有车厢间走动。这一动车组系列的原文名称使用英语的目的在于便于让外国客户（特别是英语国家客户）理解其名称含义。该系列的代表作为“城际3型柴油动车组”。该系列下的动车组既有电力动车组又有内燃动车组。该系列动车组既有内销又有出口，还有外国企业获得生产许可证。

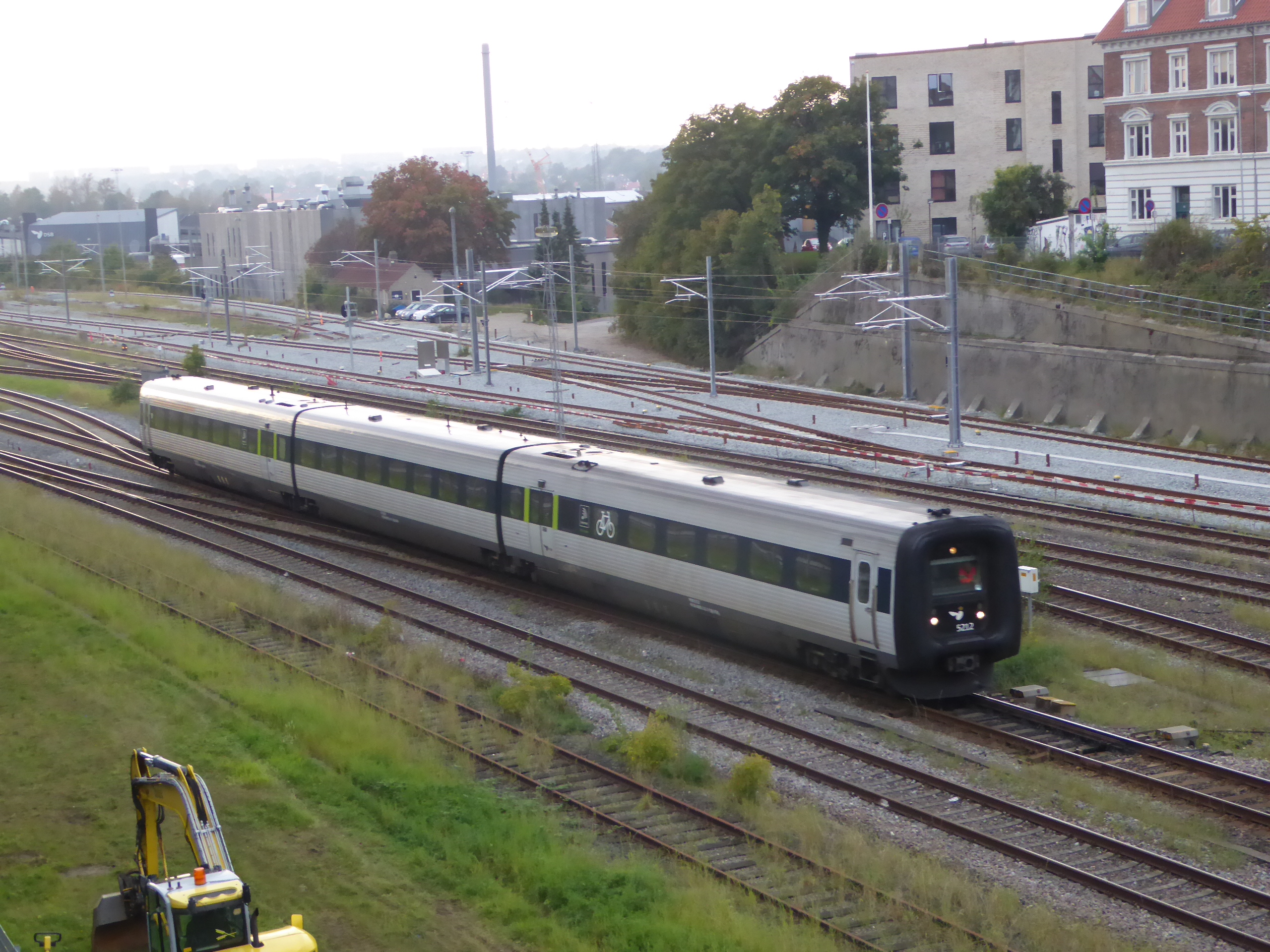
城际3型柴油动车组
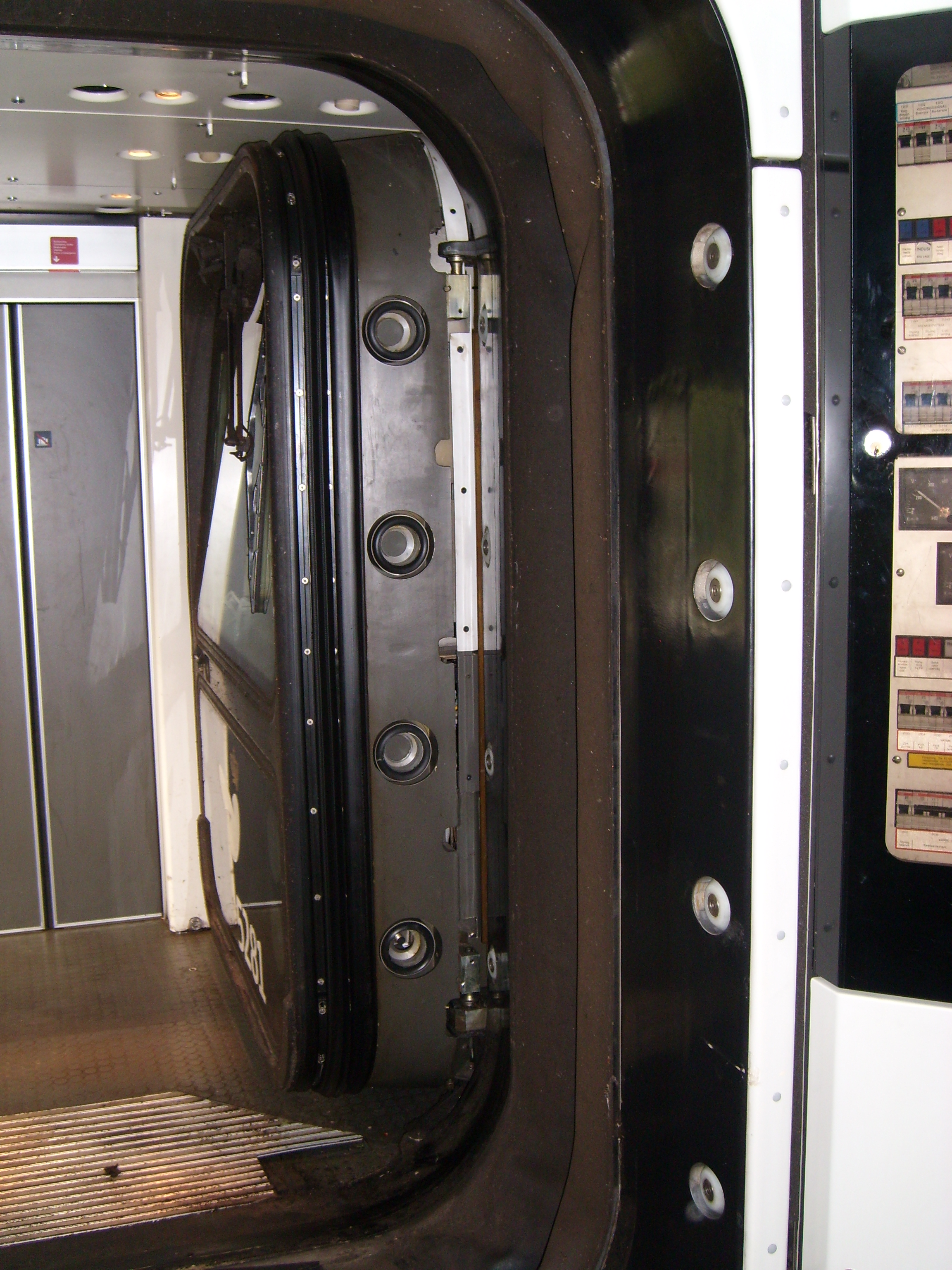
从内部拍摄的“城际3型柴油动车组”重联时的两动车组连接处。图中车门同时是驾驶台（驾驶台在照片中的门后，该照片没有拍出）。

## 系列下列车

### 城际3型柴油动车组/Y2型柴油动车组
城际3型柴油动车组和Y2型柴油动车组是同一型柴油动车组的不同称呼，该型动车组为3节编组。丹麦原厂及丹麦的相关单位将其称为“城际3型柴油动车组”（丹麦语原名：IC3）；中文名的“城际”和丹麦语原名的“IC”表示用于城际列车；“3”表示3节编组，而非该系列下的第3个型号。瑞典方面将其称为“Y2型柴油动车组”。丹麦国家铁路、瑞典国家铁路、以色列铁路、美铁均有使用。该型动车组制造于1989年—1998年，共制造153列。服务于1990年至今。丹麦国家铁路先后使用92列、瑞典国家铁路先后使用20列、以色列铁路先后使用50列。20世纪90年代，美铁还曾向以色列铁路租用“城际3型柴油动车组”用于试运行。
“城际3型柴油动车组”和“区际4型电力动车组”两者可重联运行。

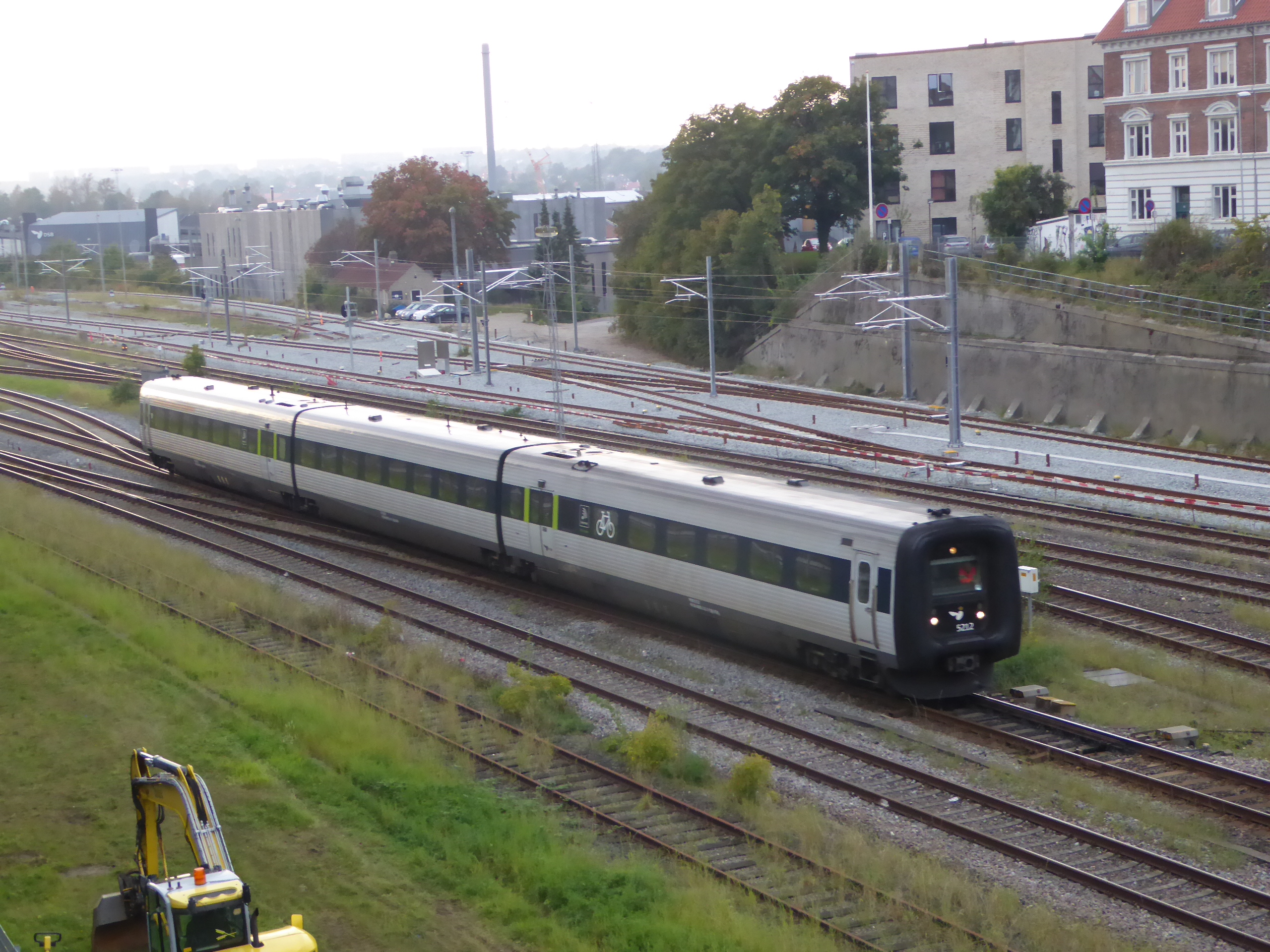
丹麦国家铁路所使用的“城际3型柴油动车组”，2017年9月24日拍摄于丹麦奥胡斯火车总站。
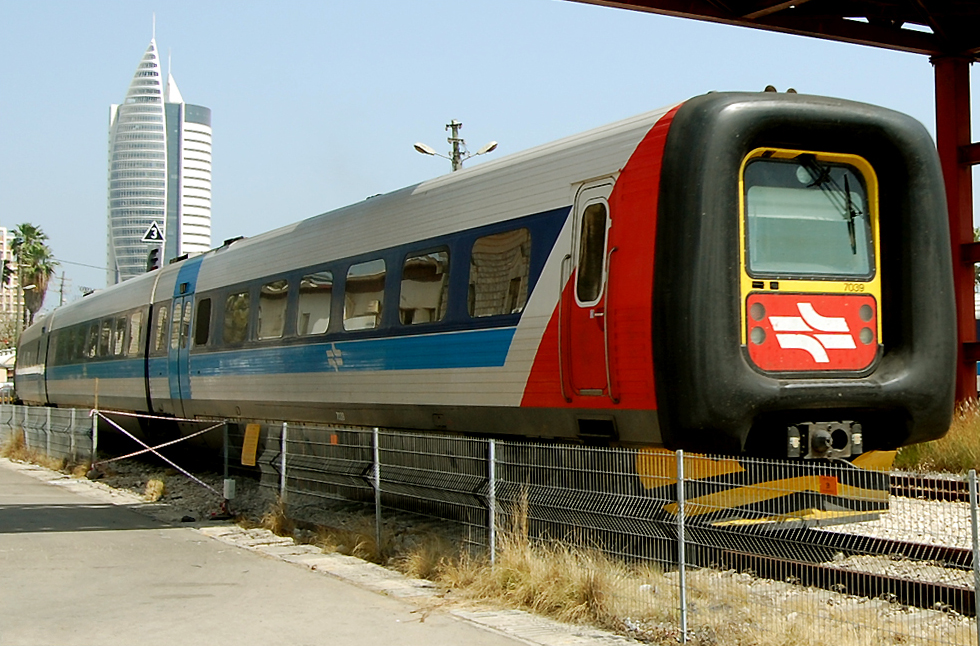
以色列铁路所使用的“城际3型柴油动车组”。
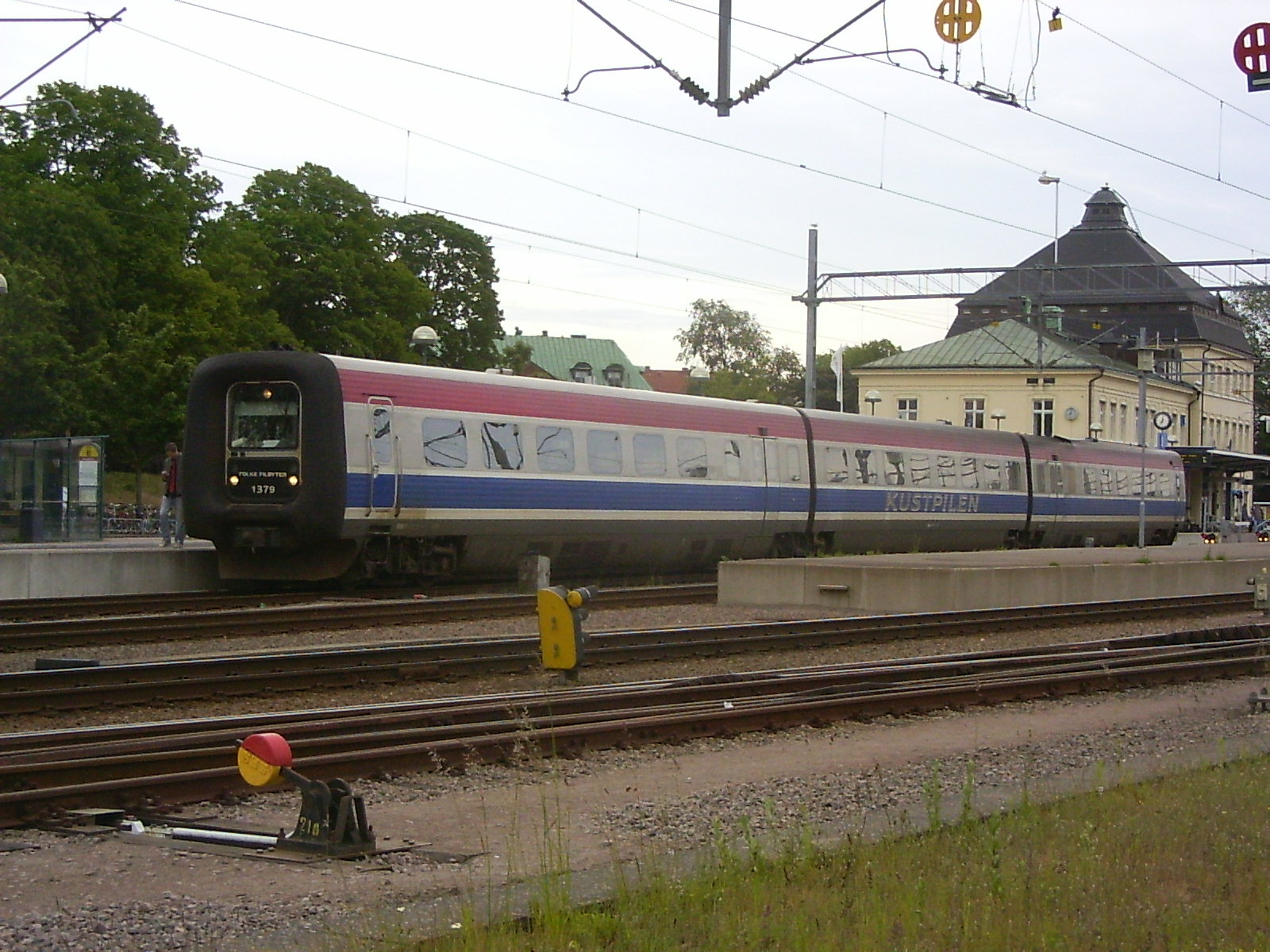
瑞典国家铁路所使用的该型动车组。
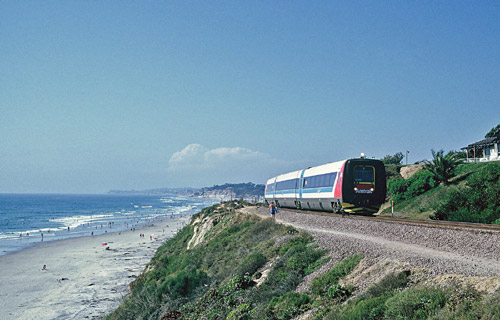
美铁曾使用的“城际3型柴油动车组”，1996年7月19日在美国加利福尼亚州圣迭戈拍摄。

### 区际4型电力动车组
区际4型电力动车组（丹麦语原名：IR4，中文又称：丹麦国铁ER型电力动车组，丹麦语又称：Litra ER）是在城际3型柴油动车组的基础上研制的一型动力分散式电力客运动车组，采用4节编组，制造商为“ABB斯堪的亚”。中文名“区际”和丹麦语原名中的“IR”表示用于跨区域运行的列车；“4”表示4节编组，而非该系列下的第4个型号。“区际4型电力动车组”共制造44列，全部由丹麦国家铁路使用。制造于1993年—1997年，服务于1995年至今。
“城际3型柴油动车组”和“区际4型电力动车组”两者可重联运行。

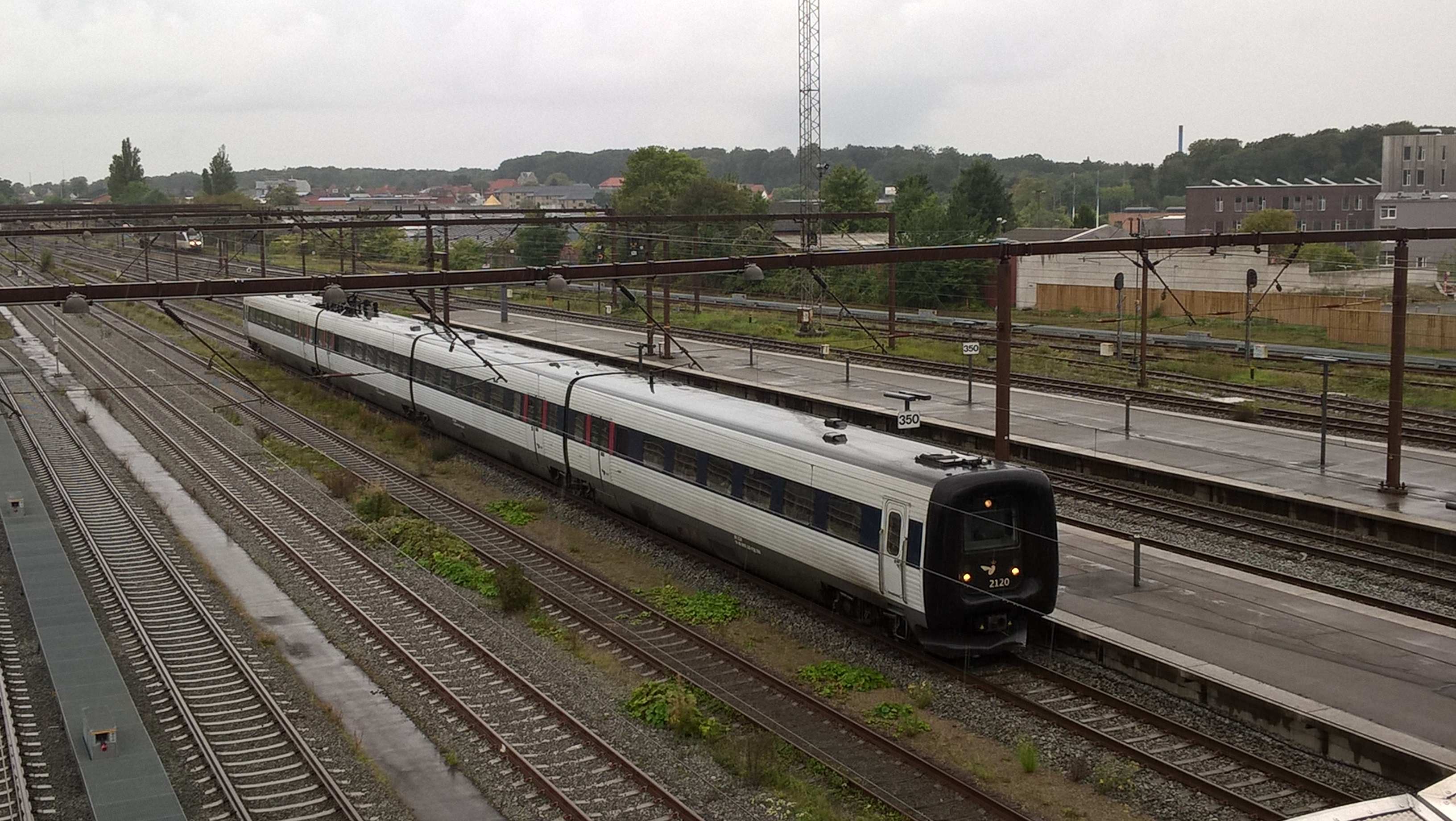
“区际4型电力动车组”在欧登塞站，2017年9月9日拍摄。

### 城际2型柴油动车组
城际2型柴油动车组（丹麦语原名：IC2）是一型两节编组的柴油客运动车组。中文名的“城际”和丹麦语原名的“IC”表示用于城际列车；“2”表示两节编组，而非该系列下的第2个型号。该型动车组于1997年制造，共制造13列。服务于1997年至今，先后被丹麦多间中小型铁路公司使用。该型动车组的制造商为Adtranz，因为该型动车组在制造时包括该型动车组在内的“橡胶头动车组”系列均由Adtranz负责。

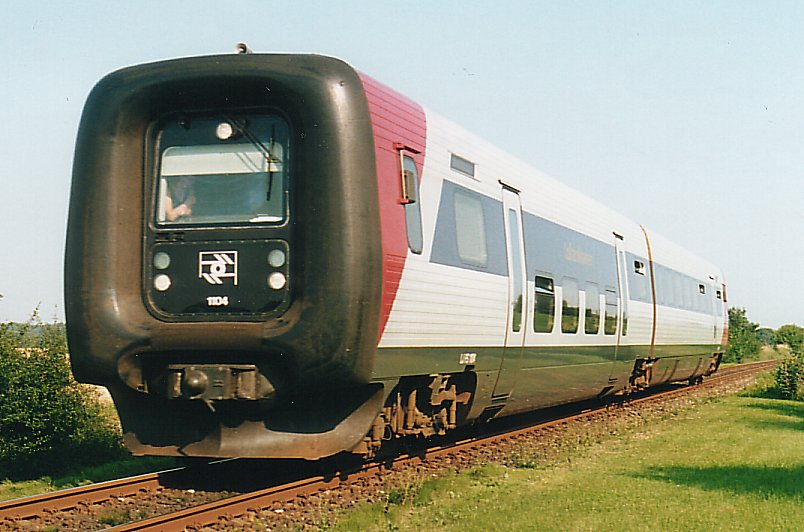
Adtranz研制的“城际2型柴油动车组”。

此外，在丹麦还有一型名为“城际2型柴油动车组”的动车组，由丹麦国家铁路使用。两者的中文名称、丹麦语原文名称及其名称含义均一致，但两者无任何关系，外观、内部配置、定位均有很大的不同，两者也并非由同一厂商出品。

### 比利时国铁96型电力动车组
比利时国铁96型电力动车组（法语：AM96 SNCB，荷兰语：MS96）是比利时国家铁路所使用的一型动力分散式电力客运动车组，使用架空电缆供电，3节编组。由庞巴迪运输研制，制造于1996年—1999年，共制造120列。服务于1997年至今。其中50列同时兼容“直流 3000伏 架空电缆供电”和“交流 25千伏 50赫兹 架空电缆供电”两种电气化制式（编号号段：441至490），另外70列仅兼容“直流 3000伏 架空电缆供电”一种电气化制式（编号号段：501至570）。

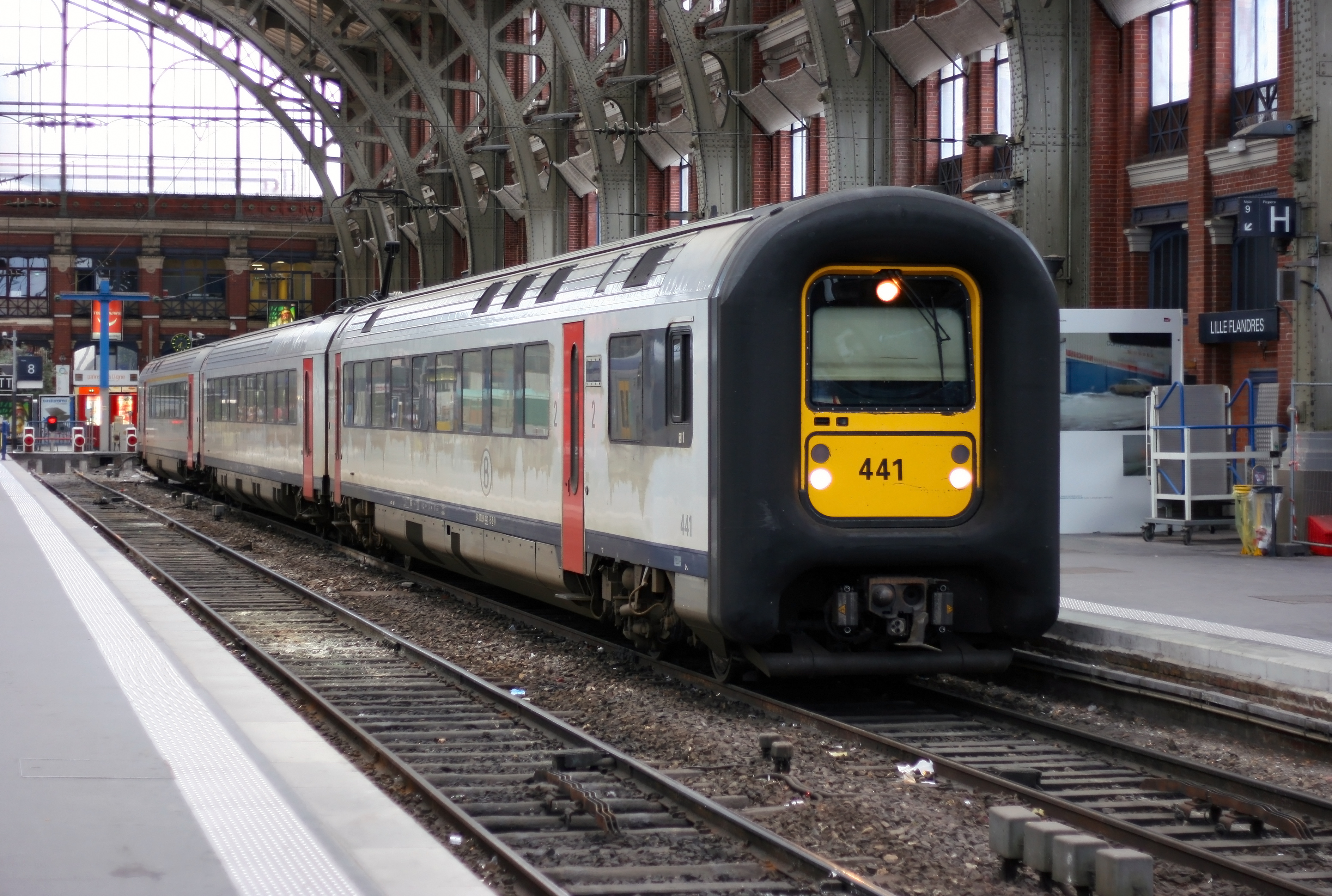
编号为441的“比利时国铁96型电力动车组”。

### 西班牙国铁594型柴油动车组
西班牙国铁594型柴油动车组（西班牙语原名：Serie 594 de Renfe）是西班牙国家铁路使用的一型两节编组的柴油客运动车组，由西班牙企业“铁路建设和协助公司”通过购买生产许可证的形式进行制造。主要在非电气化铁路上提供区域列车服务。

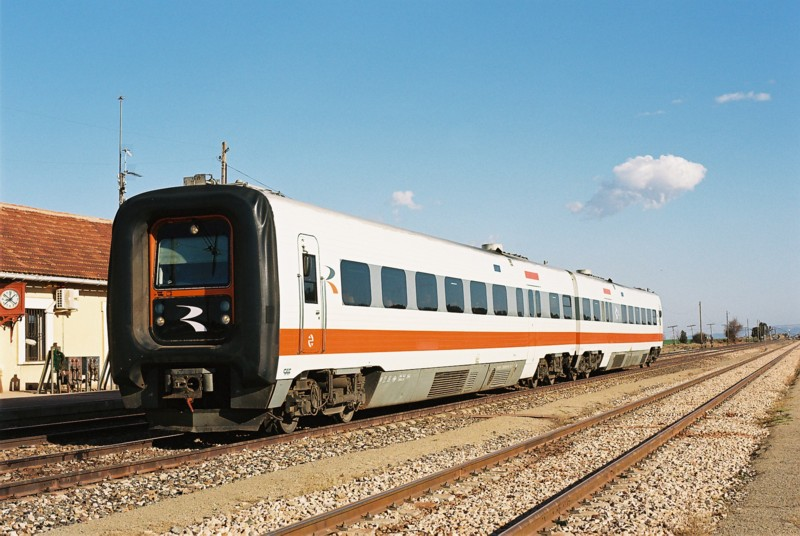
西班牙国铁594型柴油动车组

### 厄勒海峡列车
厄勒海峡列车（丹麥語：Øresundstog）是“橡胶头动车组”系列下的一个子系列，同时是一种运行在厄勒海峡地区的丹麦—瑞典国际旅客列车服务。该子系列下列车均为动力分散式客运电力动车组。该子系列下的动车组最高运营速度均为180千米/小时。该子系列下有“丹麦国铁ET型电力动车组/X31型电力动车组”、“X32型电力动车组”两型动车组。

#### 丹麦国铁ET型电力动车组/X31型电力动车组
丹麦国铁ET型电力动车组（丹麦语原名：Litra ET）和X31型电力动车组是同一型3节编组电力客运动车组的两个名称。“丹麦国铁ET型电力动车组”是丹麦对该型动车组的称呼，“X31型电力动车组”是瑞典对该型动车组的称呼。在丹麦和瑞典均有使用。制造于1999年—2012年，共制造111列。最初由Adtranz研制，在Adtranz被庞巴迪运输收购后改由庞巴迪运输负责。丹麦国家铁路使用其中34列，包括瑞典国家铁路在内的多间瑞典铁路业者使用77列。

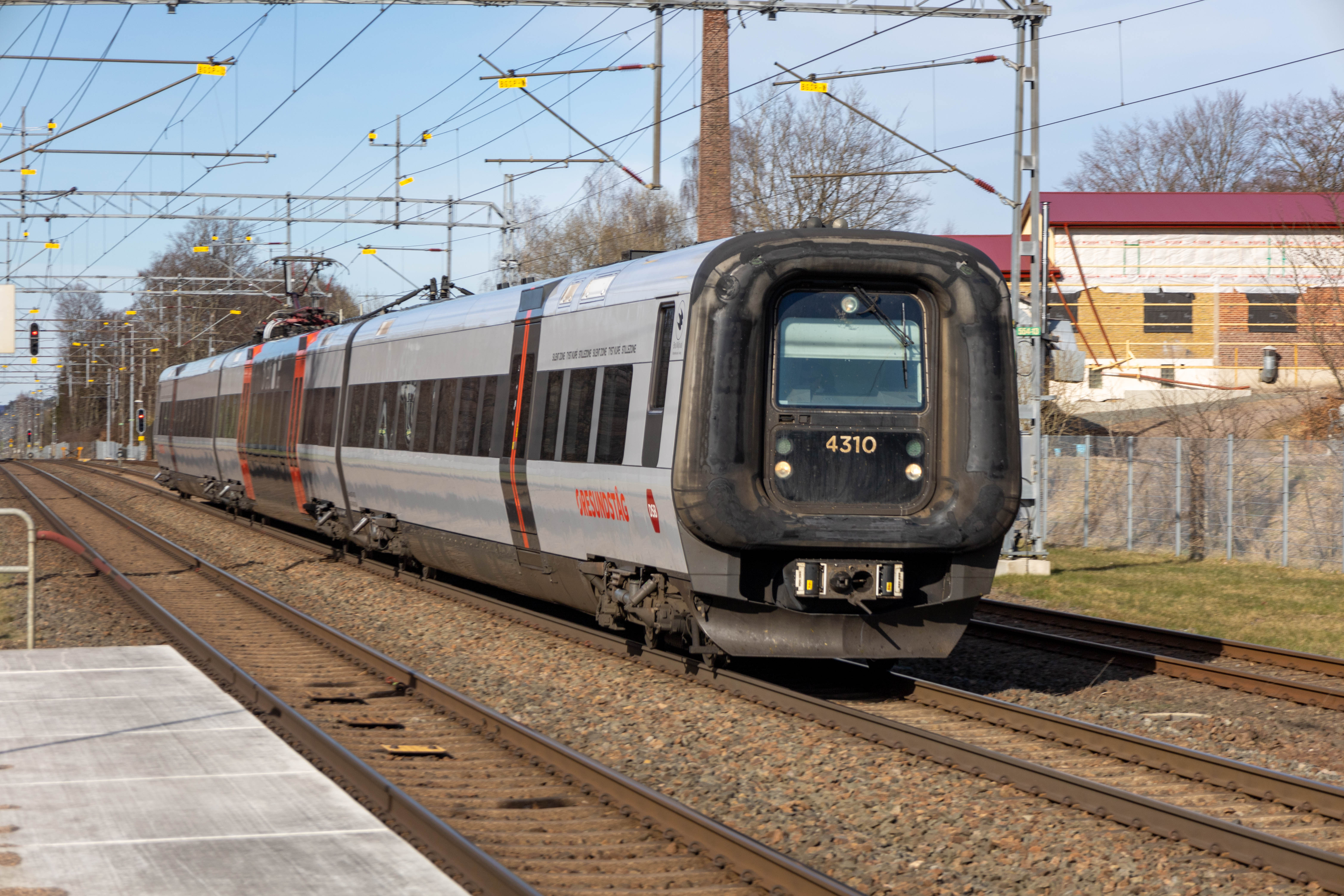
2022年4月16日时的该型动车组。

#### X32型电力动车组
X32型电力动车组是庞巴迪运输制造的一型3节编组编组电力客运动车组，制造于2002年，共制造7列，全部由瑞典国家铁路使用。瑞典国家铁路将其用于的瑞典—丹麦国际列车。初始设计为用于长途列车，后为符合丹麦方面对其可兼做通勤列车的要求，全部7列该型动车组均于2007年改装为“X31型电力动车组”。“X32型电力动车组”和“X31型电力动车组”无论改装前后均大同小异。

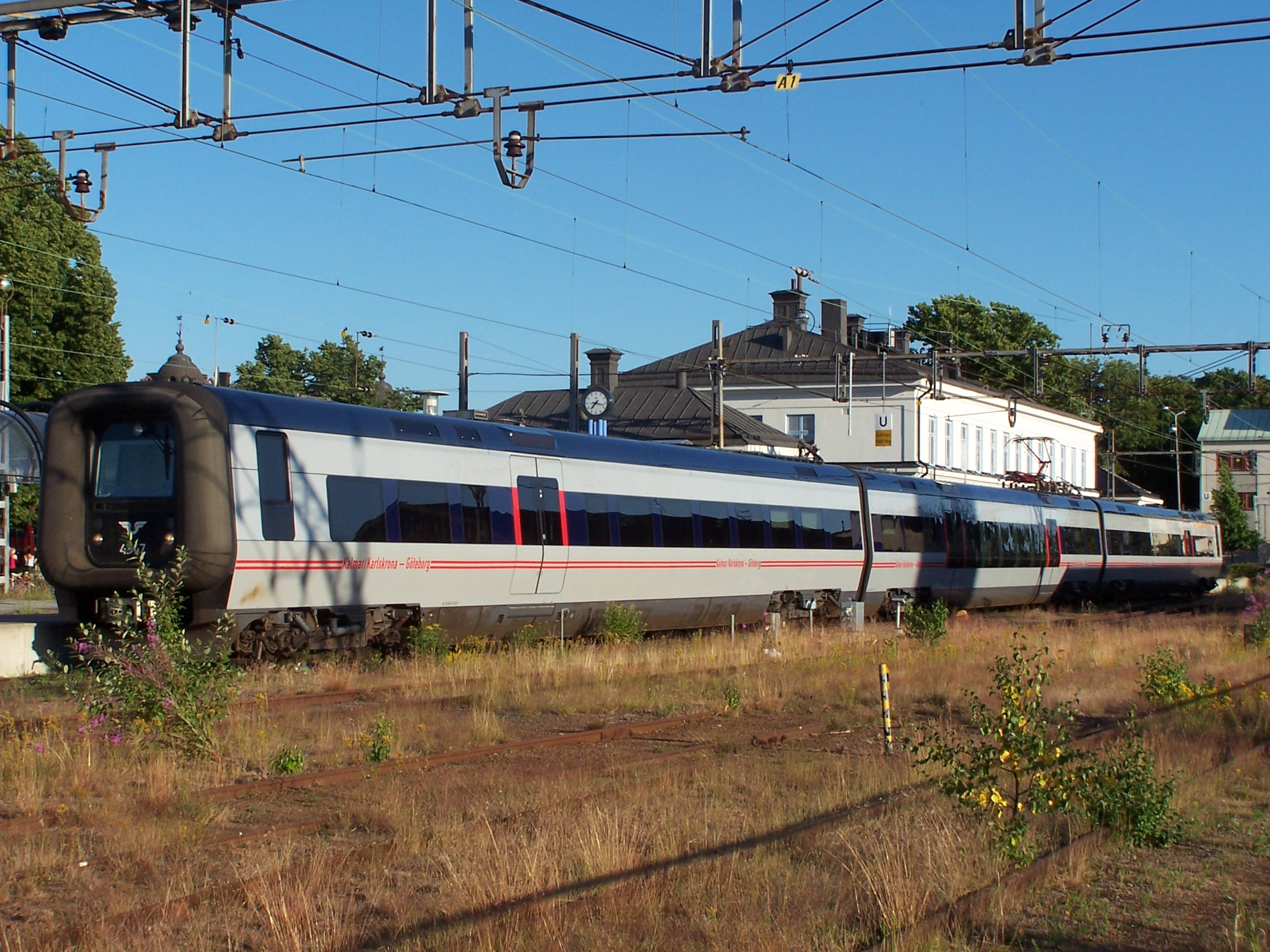
X32型电力动车组（瑞典语：X32）